# Kajiado (hạt)
Hạt Kajiado là một hạt thuộc tỉnh Rift Valley ở Kenya. Theo điều tra dân số ngày 24 tháng 8 năm 1999, hạt này có dân số 406054 người. Hạt Kajiado có diện tích 21903 km². Hạt lỵ đóng tại Kajiado.